# Bao Zunxin
Bao Zunxin (chinesisch 包遵信, Pinyin Bāo Zūnxìn, W.-G. Pao Tsun-hsin) (* September 1937; † 28. Oktober 2007) war ein chinesischer Historiker und Dissident, der aufgrund seiner Beteiligung an den Protesten am Tiananmen-Platz inhaftiert wurde.

## Biographie
Bao graduierte 1964 an der Universität Peking. Er arbeitete an der Historischen Fakultät der Chinesischen Akademie der Sozialwissenschaften und unterrichtete an der Beijing Normal University.
Bao unterstützte 1989 die prodemokratischen Demonstrationen am Tiananmen-Platz. Er unterzeichnete eine Petition, die postulierte, dass China nach wie vor von einem Kaiser beherrscht würde. Die Petition verwendete den Begriff Kaiser als Synonym für den Vorsitzenden der Kommunistischen Partei Chinas, Deng Xiaoping.
Nach dem Massaker am Tiananmen-Platz wurde Bao verhaftet und wegen konterrevolutionärer Propaganda und Anstiftung angeklagt. Für die Unterstützung der prodemokratischen Bewegung wurde Bao zu einer fünfjährigen Haftstrafe verurteilt, von der er dreieinhalb Jahre bis zu seiner Freilassung 1992 verbüßte.
Bao starb am 28. Oktober 2007 im Alter von 70 Jahren an einer Hirnblutung.